# ژنویو داما
ژنویو داما (به فرانسوی: Geneviève Damas) زادهٔ ۱۹۷۰ بازیگر کمدی و نویسنده زن بلژیکی است.

## زندگی‌نامه
ژنویو داما دانش‌آموختهٔ دانشگاه کاتولیک لوون در رشتهٔ حقوق و سپس مدرسهٔ عالی هنرهای نمایشی (IAD) لوون لنوو در بلژیک است. او علاوه بر بازیگری در نمایشنامه‌های کمدی و کارگردانی آثار نمایشی، مؤلف چندین نمایشنامه، داستان کوتاه و رمان است. نمایشنامهٔ مولی با دوچرخه (۲۰۰۴) و رمان اگر از رودخانه بگذری (۲۰۱۱) برایش چند جایزهٔ ادبی در بلژیک به ارمغان آورد. پاتریسیا (۲۰۱۷) از دیگر رمان‌های معروف او است.